# اوتار یوسلیانی
اوتار یوسلیانی (اُتارْ یُسِلیانی؛ گرجی: ოთარ იოსელიანი؛ ۲ فوریهٔ ۱۹۳۴ – ۱۷ دسامبر ۲۰۲۳) کارگردان گرجی و شهروند کشور فرانسه بود که با فیلم‌هایی مانند سقوط برگ‌ها، پاستورال، و برگزیدگان ماه به شهرت رسید. یوسلیانی در سال ۲۰۲۱ جایزه افتخار یک عمر دستاورد (CineMerit) را در جشنواره بین‌المللی فیلم مونیخ به خاطر دستاوردهای حرفه‌ای خود دریافت کرد.

## زندگی و تحصیلات
اوتار یوسلیانی در سال ۱۹۵۲ از کنسرواتوار دولتی تفلیس فارغ‌التحصیل شد. سپس برای ادامهٔ تحصیل در رشته ریاضی به مسکو رفت. اما پس از دو سال تحصیل به مؤسسه سینمایی گراسیموف رفت و نزد استادانی همچون الکساندر داوژنکو، لف کولشوفو، میخائیل رم، گریگوری کوزینتسف و میخائیل چیائوریلی فنون سینما را فرا گرفت.

## حرفه سینما
اوتار یوسلیانی در هنگام تحصیل در مؤسسه سینمایی گراسیموف عنوان دستیار کارگردان و تدوینگر در استودیوی فیلم گرجستان (گروزیا فیلم) شروع به کار کرد. یوسلیانی نخستین فیلم کوتاه خود به نام اکوارل را در سال ۱۹۵۸ زمانی که دانشجوی گراسیموف بود کارگردانی کرد. او در سال ۱۹۶۱ با مدرک دیپلم کارگردانی فیلم از این مؤسسه سینمایی دانش‌آموخته شد.
فیلم بعدی او آوریلی (۱۹۶۱) ابتدا از نمایش محروم شد تا اینکه سرانجام در سال ۱۹۷۲ به روی پرده رفت. یوسلیانی بین سال‌های ۱۹۶۳ تا ۱۹۶۳ زمانی که در یک قایق ماهیگیری و سپس در کارخانه متالورژی روستاوی مشغول به کار بود برای مدت کوتاهی فیلمسازی را رها کرد. در سال ۱۹۶۶ نخستین فیلم بلند خود در حال سقوط برگ‌ها (Giorgobistve) را کارگردانی کرد. سقوط برگ‌ها در جشنواره فیلم کن در ۱۹۶۸ ارائه شد و در آنجا جایزه فدراسیون بین‌المللی منتقدان فیلم را دریافت کرد. نمایش فیلم پاستورال او در سال ۱۹۸۲ ابتدا به تعویق افتاد و سپس تنها در اتحاد جماهیر شوروی اکران محدودی داشت. یوسلیانی در مورد دستیابی به آزادی هنری در سرزمین مادری خود تردید داشت. او که از سرکوب خلاقانه فیلمسازان در کشور خود سرخورده شده بود به دنبال موفقیت پاستورالی در جشنواره فیلم برلین در ۱۹۸۲ در نهایت تصمیم به ترک اتحاد جماهیر شوروی نمود و در سال ۱۹۸۲در فرانسه اقامت گزید. فیلم‌های بعدی او گاهی منتقد جمهوری سوسیالیستی شوروی گرجستان و اتحاد جماهیر شوروی بودند.

## مرگ
یوسلیانی در ۱۷ دسامبر ۲۰۲۳ در سن ۸۹ سالگی درگذشت. یوری روست دوست دیرینه او درگذشت او را اعلام کرد. پس از خبر مرگ او، ایراکلی غاریباشویلی نخست‌وزیر گرجستان، یوسلیانی را «شخصیت ارجمند» هنر گرجستان توصیف کرد.

## آثار
- اکوارل (۱۹۵۸)[۹][۱۰]
- ساپوونلا (۱۹۵۹)[۱۱]
- آوریل (فیلم ۱۹۶۱) (۱۹۶۱)[۱۲]
- توجی (۱۹۶۴)[۱۳]
- سقوط برگها (۱۹۶۶)[۱۴]
- آهنگ‌های باستانی گرجی (۱۹۶۹)[۱۵]

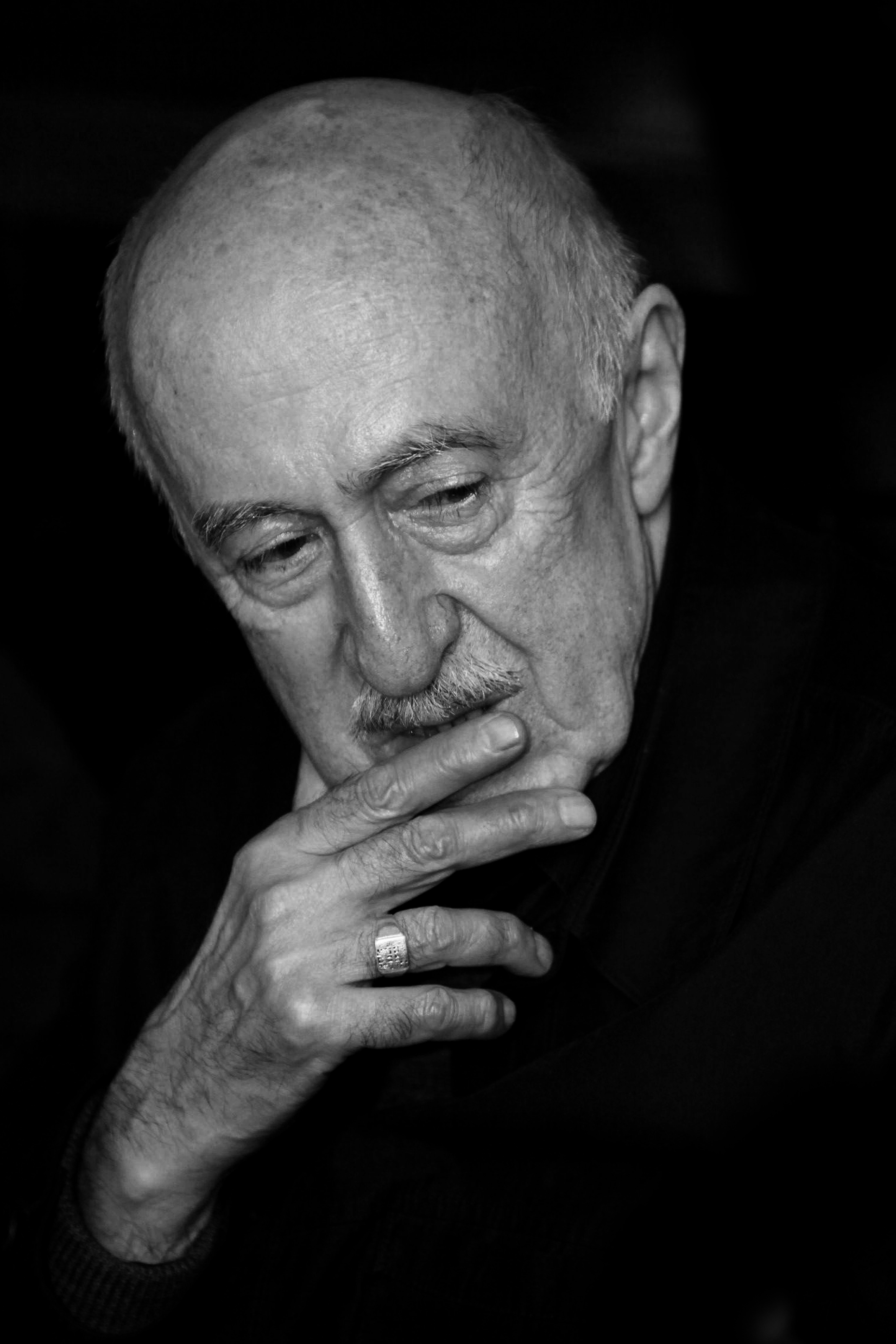
اوتار یوسلیانی در ۲۰۱۳، لندن

- روزی مرغ سیاهی آواز می‌خواند (۱۹۷۰)[۱۶]
- پاستورال (۱۹۷۵)[۱۷]
- نامه ای از یک فیلمساز (۱۹۸۲)[۱۸]
- قطعات سپتامبر پور سینما نوآر و بلان (۱۹۸۳)[۱۹]
- تابستان اوزکادی ۱۹۸۲ (۱۹۸۳)[۲۰]
- علاقه‌مندی‌های ماه (۱۹۸۴)[۲۱]
- صومعه کوچک در توسکانی (۱۹۸۸)[۲۲]
- و سپس نور بود (۱۹۸۹)[۲۳]
- تعقیب پروانه‌ها، با نام مستعار شکار پروانه (۱۹۹۲)[۲۴]
- سوله، جورجی (۱۹۹۴)[۲۵]
- برگان‌ها-فصل هفتم (۱۹۹۶)[۲۶]
- خداحافظی، خانه شیرین خانه (۱۹۹۹)[۲۷]
- دوشنبه صبح (۲۰۰۲)[۲۸]
- باغ‌ها در پاییز (۲۰۰۶)[۲۹][۳۰]
- چانتراپاس (۲۰۱۰)[۳۱][۳۲]
- آهنگ زمستانی (۲۰۱۵)[۳۳][۳۴]